# Siedliska (powiat lubartowski)
Siedliska – wieś w Polsce, położona w województwie lubelskim, w powiecie lubartowskim, w gminie Kamionka.
| SIMC    | Nazwa      | Rodzaj    |
| ------- | ---------- | --------- |
| 1020430 | Zaolszynie | część wsi |

Wieś szlachecka położona była w drugiej połowie XVI wieku w powiecie lubelskim województwa lubelskiego. W latach 1975–1998 miejscowość należała administracyjnie do województwa lubelskiego.
Wieś stanowi sołectwo gminy Kamionka. Według Narodowego Spisu Powszechnego (III 2011 r.) wieś liczyła 646 mieszkańców.